# Norbert Höslinger
Norbert Wolfgang Höslinger CanReg (* 25. Dezember 1930 in Wien; † 1. April 2011 in Klosterneuburg) war ein österreichischer Augustiner-Chorherr und katholischer Theologe sowie Bibelwissenschaftler. Er war Direktor des Österreichischen Katholischen Bibelwerks (ÖKB).

## Leben
Höslinger, älterer Bruder des Musikpublizisten Clemens Höslinger, trat nach seiner Matura 1948 der Ordensgemeinschaft der Augustiner-Chorherren im Stift Klosterneuburg bei. 1954 empfing er die Priesterweihe in der Stiftskirche Klosterneuburg. Er war von 1954 bis 1965 als Kaplan in Floridsdorf, später in Klosterneuburg tätig. Von 1968 bis 1975 war er Pfarrer der Pfarrgemeinde St. Martin in Klosterneuburg.
Er wurde 1957 zum Leiter des Volksliturgischen Apostolats (später Pius Parsch Institut) ernannt. Zudem wurde er Schriftleiter der Zeitschrift „Bibel und Liturgie“ und später auch der Zeitschrift „Perikopen“. 1957 übernahm er die Leitung des Klosterneuburger Bibelapostolats. Nach der Gründung des Österreichischen Katholischen Bibelwerks 1966 durch Franz Kardinal König wurde er dessen Direktor. In dieser Funktion pflegte er früh die Kontakte zu Bibelwissenschaftlern hinter dem Eisernen Vorhang. Die Revolutionen im Jahr 1989 ermöglichten Höslinger die Gründung von Bibelwerken in Kroatien, Polen, Rumänien, Tschechien, der Slowakei, Slowenien und Ungarn. 1992 wurde der promovierte Theologe Höslinger mit der Ehrendoktorwürde der Katholischen Theologischen Akademie (Akademia Teologii Katolickiej (ATK)), seit 1999 Kardinal-Stefan-Wyszyński-Universität Warschau ausgezeichnet.
Höslinger war von 1993 bis 1995 als Nachfolger von Kurt Schubert Präsident des Koordinierungsausschusses für christlich-jüdische Zusammenarbeit und Ehrenvorstandsmitglied des Vereins. Er war Mitglied des Kuratoriums des Österreichischen Hospizes in Jerusalem.

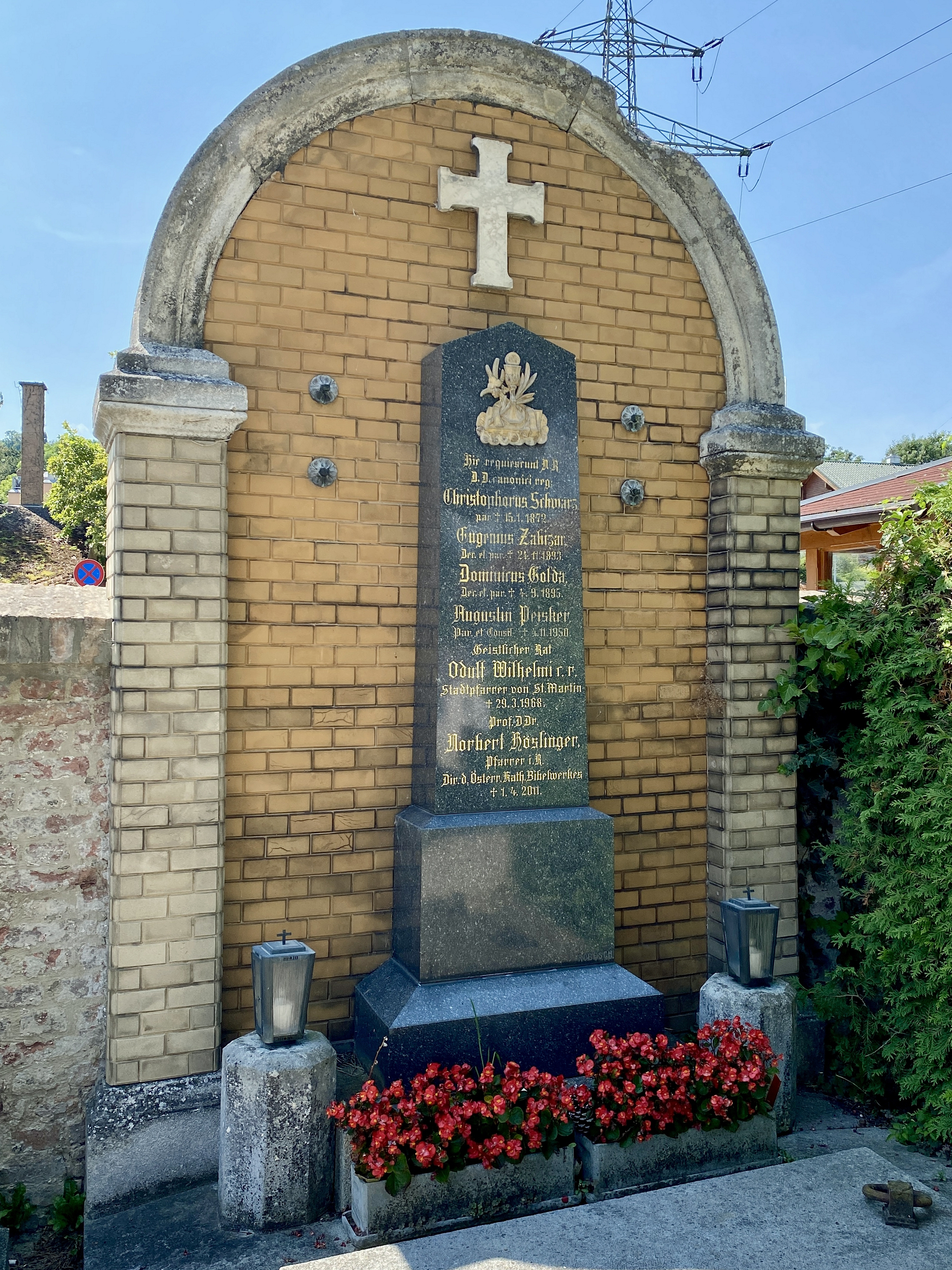
Grab von Norbert Höslinger

Von 2001 bis 2004 war er noch als Seelsorger der Pfarrgemeinde in Heiligenstadt im 19. Wiener Gemeindebezirk tätig. Nach einem Schlaganfall und langem Wachkoma starb er 2011 im Stift Klosterneuburg. Er wurde auf dem Unteren Stadtfriedhof in Klosterburg bestattet.

## Schriften
- Norbert W. Höslinger schrieb einige Artikel für das Biographisch-Bibliographische Kirchenlexikon (BBKL).